# MTV (Francia)
MTV è un'emittente televisiva musicale con sede nel Regno Unito (Londra), e disponibile in Francia, Libano, Marocco (via cavo), Principato di Monaco e nelle aree francofone del Belgio, della Svizzera e del continente africano.
Nato nel 2000 per combattere la concorrenza dell'emittente MCM, l'emittente offre diversi programmi in lingua francese, come MTV News, MTV Scan, Hitlist France, En Mode, Hot Link; inoltre, offre diversi programmi internazionali, come Pimp My Ride, Dismissed, The Real World, tutti trasmessi con un'unica voce fuori campo che traduce i dialoghi dei presentatori e degli altri personaggi (similarmente a quanto fatto in Polonia per le traduzioni di film e serie televisive).
A partire dal 21 dicembre 2007, giorno di nascita di MTV Base France, la quantità di musica trasmessa dall'emittente è ulteriormente diminuita, rimanendo solo nelle fasce notturne e nelle prime ore della mattina (nelle altre ore della giornata vengono trasmessi reality show ed altri programmi non musicali); ciò è stato possibile in quanto Mtv France non fa parte dei canali della TNT, ma è una televisione a pagamento (le televisioni in chiaro, in Francia, devono rispettare in maniera rigida la licenza acquisita, pena il divieto a trasmettere).